# Seulement par amour : Francesca
Pour plus de détails, voir Fiche technique et Distribution.
Seulement par amour : Francesca (en italien : Il cielo non cade mai ) est un téléfilm franco-italien réalisé par Gianni Ricci et Tonino Valerii, sorti en 1992. Il s'agit du troisième et dernier épisode de la trilogie Seulement par amour, après Seulement par amour : Clara et Seulement par amour : Jo.

## Synopsis
Francesca, étudiante en lettres, et fille d'un éditeur, rencontre Nicola, un jeune styliste. C'est le coup de foudre mais Nicola est sans le sou et vit aux crochets de Camille. Celle-ci profite de la situation pour les faire rompre. Nicola part pour Paris avec elle. Pendant ce temps, Francesca découvre qu'elle est enceinte.

## Fiche technique
Sauf indication contraire, les informations mentionnées dans cette section peuvent être confirmées par la base de données cinématographiques IMDb,  présente dans la section « Liens externes ».
- Titre français : Seulement par amour : Francesca[1]
- Titre original : Il cielo non cade mai
- Réalisation : Gianni Ricci et Tonino Valerii
- Scénario : Veronica Salvi, Sylvie Bailly, Francesco Bonelli, Catherine Borgella, France Bourgeois
- Photographie : Giorgio Di Battista
- Montage : Gianfranco Amicucci
- Musique : Guido et Maurizio De Angelis
- Production : Marco De Rossi
- Pays de production :  France -  Italie -  Allemagne de l'Ouest
- Langue de tournage : italien
- Format : Couleurs - 1,33:1 - Son stéréo
- Durée : 270 minutes
- Genre : Film sentimental
- Dates de diffusion :
  - France : 3 août 1992
  - Italie : 1er décembre 1992

## Distribution
- Kim Rossi Stuart : Nicola Brentano
- Anaïs Jeanneret : Francesca Fasser
- Sandrine Caron : Camille Delaunay
- Yves Collignon : Paul Delaunay
- Stefano Davanzati : Roberto
- Gianni Garko : Battista
- Roberto Herlitzka : Vittorio Brentano
- Lorenza Indovina : Angela Rossetti
- Anna Teresa Rossini : Silvia Brentano
- Anita Zagaria : Diana Fasser
- Marcello Tusco : Giovanni Fasser
- Mita Medici : Clara Negroni

## La TrilogieSeulement par amour
- 1990 : Seulement par amour : Clara (La storia spezzata)
- 1991 : Seulement par amour : Jo (La moglie nella cornice)
- 1992 : Seulement par amour : Francesca (Il cielo non cade mai)